# ترمس أزغب
تُرْمُس أزغب عشبة حولية فردية الساق الزبَّاء تعلو من 50 إلى 70 سم. أوراقها سباعية و تساعية الوريقات. أزهارها تبدو بنفسجية الأطراف والسطح الخارجي بيض الداخل ثم تنحرف إلى القرمزي. إزهرارها يستمر من تموز إلى تشرين أول. وطنها جبال الأنديز المرتفعة، ولكن يمكن العثور عليها في الصين وكُلُمْبِيَة والإكوَدُر وفِنْزِوِلَّة .